# (8088) Australia
(8088) Australia est un astéroïde de la ceinture principale.

## Description
(8088) Australia est un astéroïde de la ceinture principale. Il fut découvert le 23 septembre 1990 à Naoutchnyï par Lioudmila Jouravliova et Galina Kastel. Il présente une orbite caractérisée par un demi-grand axe de 2,29 UA, une excentricité de 0,15 et une inclinaison de 3,5° par rapport à l'écliptique.

## Compléments